# Paul Sally
Paul Joseph Sally, Jr. (29 janvier 1933 - 30 décembre 2013) est professeur de mathématiques à l'université de Chicago où il est directeur des études de premier cycle pendant 30 ans,. Ses domaines de recherche sont l'analyse p -adique et la théorie des représentations.
Il crée plusieurs programmes pour améliorer la préparation des professeurs de mathématiques dans les écoles et est considéré par beaucoup comme « un professeur de mathématiques légendaire à l'université de Chicago. »

## Biographie
Sally est né dans le quartier Roslindale de Boston (Massachusetts), le 29 janvier 1933,. Il est un basketteur vedette au Boston College High School,. Il obtient ses diplômes BS et MS du Boston College en 1954 et 1956<.
Après une courte carrière dans les lycées de la région de Boston et au Boston College, il entre dans la première classe d'étudiants diplômés en mathématiques à Brandeis en 1957 et obtient son doctorat en 1965. Il épouse Judith D. Sally et a trois enfants en trois ans. David, l'aîné, est professeur associé invité d'administration des affaires à la Tuck School of Business du Dartmouth College,, Stephen est associé chez Ropes &amp; Gray, et Paul, le plus jeune, est surintendant à New Trier High School,.
Sally reçoit un diagnostic de diabète de type 1 en 1948. La dégradation de sa santé entraîné son utilisation d'un cache-œil et de deux jambes prothétiques ce qui l'amène à être largement appelé « professeur Pirate » et « The Math Pirate » autour du campus de l'université de Chicago. Il est connu pour détester les téléphones portables en classe et en détruit plusieurs au fil des ans en invitant les élèves à les piétiner ou en les jetant par la fenêtre.

## Carrière
Sally rejoint la faculté de l'université de Chicago en 1965 et y enseigne jusqu'à sa mort. Il est membre de l'Institute for Advanced Study de 1967 à 1968, 1971 à 1972, 1981 à 1982 et 1983 à 1984.
Pendant son séjour à l'IAS, il collabore avec Joseph Shalika. En 1983, il devient le premier directeur du projet de mathématiques de l'école de l'université de Chicago, qui est responsable du programme de mathématiques au quotidien (également appelé Chicago math).
Il fonde les Séminaires pour les spécialistes du primaire et les enseignants en mathématiques (SESAME) en 1992. Il cofonde le programme Young Scholars avec le Dr Diane Herrmann en 1988, offrant une formation mathématique aux élèves doués de la région de Chicago de la 7e à la 12e année,.
Sally est décédé le 30 décembre 2013, à l'âge de 80 ans, d'une insuffisance cardiaque congestive, à l'hôpital de l'université de Chicago,,.
Il reçoit le prix de la Fondation Amoco pour l'excellence à long terme dans l'enseignement de premier cycle, 1995 ,, le prix du service distingué de l'American Mathematical Society en 2000  et le Prix Haimo de la Mathematical Association of America en 2002 . Il est membre de l'American Mathematical Society en 2012.

## Publications
- Sally, P.J., Jr. et Shalika, J.A., « Characters of the discrete series of representations of SL(2) over a local field. », Proceedings of the National Academy of Sciences of the United States of America, Proc. Natl. Acad. Sci. U.S.A., vol. 61, no 4,‎ 1968, p. 1231–1237 (PMID 16591722, PMCID 225245, DOI 10.1073/pnas.61.4.1231, Bibcode 1968PNAS...61.1231S)
- Judith Sally, Trimathlon: A Workout Beyond the School Curriculum, AK Peters, Ltd, 2003 (ISBN 978-1-56881-184-0)
- Paul J. Sally, Jr. et Diane L. Herrmann, Number, Shape and Symmetry: an Introduction to Mathematics, Pacific Grove, Brooks Cole, 2004 (ISBN 0-534-40539-8)
- Paul J. Sally, Jr. et Diane L. Herrmann, Number Theory and Geometry for College Students, Pacific Grove, Brooks Cole, 2005 (ISBN 0-534-40536-3)
- Judith Sally, Roots to Research: A Vertical Development of Mathematical Problems, Providence, RI, American Mathematical Society, 2007 (ISBN 978-0-8218-4403-8)[23]
- Paul J. Sally, Jr., Tools of the Trade: Introduction to Advanced Mathematics, Providence, RI, American Mathematical Society, 2008 (ISBN 978-0-8218-4634-6, lire en ligne)